# Deca su naše najveće blago (album)
Deca su naše najveće blago (v slovenščini: otroci so naš največji zaklad) je glasbeni album, ki ga je leta 2004 objavila beograjska založbena hiša Dream House. Na albumu so pesmi, ki govorijo o otrocih in pomenu dobrega otroštva v izvedbi znanih srbskih glasbenikov, športnikov in igralcev - Bora Đorđevića, Van Gogha, Svetlane Ražnatović Cece, Željka Samardžića in drugih. 
Srbska televizija SOS Kanal, ki je celoten projekt tudi organizirala, je izkupiček od prodaje albuma namenila dobrodelnim športnim organizacijam za otroke.
Album je izšel v dveh različicah: na kaseti in na CD-ju. 

## Nastanek albuma
Beograjska televizija SOS Kanal je oktobra leta 2003 napovedala izid glasbenega albuma z naslovom Deca su naše najveće blago. Predstavnica televizije je poročala, da bo na albumu enajst pesmi, ki bodo govorile o otrocih in otroštvu, odpeli pa jih bodo različni igralci, športniki in glasbeniki, med drugimi tudi Ceca. Poleg tega, da ima celoten projekt dobrodelni namen, so producenti z izidom albuma želeli "obogatiti" glasbeni okus otrok. Album so posneli v studiu Ognjana Radivojevića, izšel pa bo v založbeni hiši Dream house. 

## Promocija albuma
Z namenom ustrezne promocije glasbenega albuma je založbena hiša Dream house za vsako izmed enajstih pesmi posnela animirani videospot.  Vsi videospoti so bili v letu 2013 objavljeni tudi na portalu YouTube. Spot za pesem Rađajte decu, ki jo je odpela Ceca Ražnatović šteje največ ogledov (november 2019). 

## Seznam skladb
| Št.             | Naslov                                                                                    | Besedilo         | Glasba             | Aranžerji          | Dolžina |
| --------------- | ----------------------------------------------------------------------------------------- | ---------------- | ------------------ | ------------------ | ------- |
| 1.              | „Soskove čarolije (Sanja Ilić in drugi)‟                                                  | Sanja Ilić       | Sanja Ilić         | Sanja Ilić         | 4:16    |
| 2.              | „Kad bi... (Inspektor Blaža)‟                                                             | Rade Radivojević | Ljubivoje Ršumović | Ognjan Radivojević | 2:26    |
| 3.              | „Svuda frka (Đule - Van Gogh)‟                                                            | Rade Radivojević | Ljubivoje Ršumović | Ognjan Radivojević | 3:50    |
| 4.              | „Kakva bre klopa (Zorana Pavić i Aleksandar Šapić)‟                                       | Rade Radivojević | Ljubivoje Ršumović | Ognjan Radivojević | 3:13    |
| 5.              | „Baloni (Željko Samardžić)‟                                                               | Saša Dragić      | Duško Trifunović   | Ognjan Radivojević | 3:33    |
| 6.              | „Rađajte decu (Svetlana Ražnatović Ceca)‟                                                 | Rade Radivojević | Ljubivoje Ršumović | Ognjan Radivojević | 4:36    |
| 7.              | „San (Maja Sabljić i Savo Milošević)‟                                                     | Rade Radivojević | Duško Trifunović   | Ognjan Radivojević | 2:57    |
| 8.              | „Škola ljubavi (Ognjan Radivojević)‟                                                      | Rade Radivojević | Duško Trifunović   | Ognjan Radivojević | 4:41    |
| 9.              | „Pričali mi ljudi (Bora Đorđević)‟                                                        | Rade Radivojević | Bora Đorđević      | Ognjan Radivojević | 3:23    |
| 10.             | „Kako se raste (Nikola Kojo)‟                                                             | Rade Radivojević | Duško Trifunović   | Ognjan Radivojević | 3:11    |
| 11.             | „Deca su naše najveće blago (Ceca, Bora, Blaža, Savo, Koja, Maja, Željko, Đule in drugi)‟ | Rade Radivojević | Ljubivoje Ršumović | Ognjan Radivojević | 3:58    |
| Skupna dolžina: | Skupna dolžina:                                                                           | Skupna dolžina:  | Skupna dolžina:    | Skupna dolžina:    | 40:04   |

## Ostale informacije
- Produkcija albuma: Biljana Lukić
- Glasbena produkcija: Ognjan Radivojević
- Pomočnik producenta: Rade Ercegovac in Lazar Milić
- Album posnet v studiu Ognjana Radivojevića (razen 01 - studio Sanja Ilića)